# Maria von Savoyen (1411–1469)

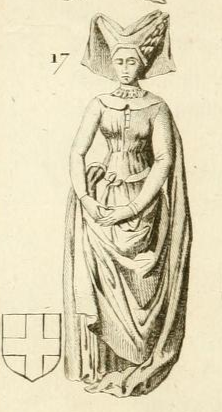
Maria von Savoyen

Maria von Savoyen (* Januar 1411 in Chambéry; † 22. Februar 1469 in Vigone) war eine Prinzessin aus dem Haus Savoyen und durch ihre Heirat mit Filippo Maria Visconti Herzogin von Mailand.

## Leben
Maria von Savoyen war die zweite Tochter des Grafen und nachmaligen Herzogs Amadeus VIII. von Savoyen und der Maria von Burgund, einer Tochter des burgundischen Herzogs Philipp des Kühnen. Gemäß einem am 2. Dezember 1427 aufgesetzten Heiratsvertrag wurde sie die Gemahlin des mailändischen Herzogs Filippo Maria Visconti (1392–1447). Diese Eheverbindung erfolgte aus rein politischen Gründen. Der Visconti hatte sich einer aus Florenz, Venedig und Savoyen bestehenden feindlichen Koalition gegenübergesehen. Nach der schweren Niederlage in der Schlacht bei Maclodio am 11. Oktober 1427 hatte er sich zwecks Überwindung seiner schwierigen Lage entschlossen, die gegnerische Allianz zu sprengen, indem er den Herzog Amadeus VIII. von Savoyen durch die Heirat von dessen Tochter Maria zu seinem Verbündeten machte. Da er unter hohem Druck stand, die Allianz rasch abzuschließen, legte er auf die Frage nach der Mitgift seiner Braut keinen allzu großen Nachdruck. Seine Hochzeit mit der savoyischen Prinzessin fand am 24. September 1428 in Vercelli statt.
Filippo Maria Visconti vollzog wahrscheinlich nie seine Ehe mit Maria; die Beziehung blieb kinderlos. Der mailändische Herzog war zuvor mit Beatrice Lascaris di Tenda verheiratet gewesen, hatte sie aber 1418 unter der Beschuldigung des Ehebruchs enthaupten lassen. In Erinnerung an seine erste Gattin soll er auch gegenüber Maria misstrauisch gewesen sein, sie in getrennten Räumen von ihm wohnen und von jeder Begegnung mit anderen Männern fernhalten haben lassen. Die eigentliche Frau in seinem Leben war seine Geliebte Agnese del Maino, mit der er die Tochter Bianca Maria Visconti (Herzogin von Mailand von 1450 bis 1468) hatte.
Nach dem Tod ihres Gatten 1447 wurde Maria von Savoyen Nonne im Klarissinnenkloster in Turin. Ihr Testament datiert vom 9. März 1458. Sie starb 1469 und wurde in der alten Franziskanerkirche in Pinerolo beigesetzt.